# Булига Олександр Степанович
Олександр Степанович Булига (нар. 23 січня 1965, Рівне) — український учений-історик, музейний фахівець, директор Рівненського обласного краєзнавчого музею (2005 — 30 вересня 2018), (30 серпня 2019 — 29 серпня 2024). Почесний працівник туризму України, координатор створення Літературного музею Уласа Самчука, письменник, автор книги «Поєднані Волинню», редактор, сценарист. Учасник міжнародних наукових конференцій.

## Біографія
Народився 23 січня 1965 року в місті Рівне в родині Марії Родіонівни і Степана Петровича, ветерана міліції. 1989 року закінчив Чернівецький державний університет (історичний факультет).
1987 року почав працювати в Рівненському обласному краєзнавчому музеї, з 2005 року — директор музею. 2005 року за ініціативи О. Булиги в музеї проходять щорічні наукові конференції, за результатами яких випускаються наукові збірники https://museum.rv.gov.ua/scientific-notes-of-the-rokm.
У лютому 2007 року Олександр Степанович був координатором створення Літературного музею Уласа Самчука. 2008 року започаткував програму «День в музеї», яка демонструвалася на Рівненському державному телебаченні й здобула перемогу на Другому Всеукраїнському музейному фестивалі в Дніпропетровську (2008), як кращий телевізійний музейний проект. У серпні 2010 року Олександр Булига був координатором виставкового залу «Музей бурштину», який згодом було перетворено на відділи Рівненського обласного краєзнавчого музею. 2011 року був керівником створення експозиції культурно-археологічного центру «Пересопниця».
З 2013 року Олександр Степанович став ініціатором проведення щорічних музейних читань пам'яті Героя України Бориса Возницького. 2015 року став ініціатором проведення щорічного тижневого «Музейного марафону», який (розпочався презентацією музичного кліпу «Люблю музей», його) було визнано переможцем на 14 світових кінофестивалях[яких?]. На початку 2017 року сприяв відкриттю постійної експозиції під назвою «Творці історії» про Небесної сотні і АТО. Працював директором до закінчення контракту в 2018 році (музейники вважають, що Олександра Булигу незаконно не затвердили на посаді). Конкурсна комісія підтримала кандидатуру Олександра Булиги на посаді директора РОКМ, але за нього не проголосувала обласна рада. 30 серпня 2019 року відбулося ще одне голосування РОР, в результаті якого кандидатуру Олександра Степановича, все ж, підтримали. 29 серпня 2024 року звільнений з посади директора у зв’язку із закінченням терміну дії контракту. 
На даний час займає посаду старшого наукового співробітника відділу давньої та середньовічної історії Рівненського обласного краєзнавчого музею.

## Вибрані праці

### Книги
- Поєднані Волинню / Волинські обереги, 2010.
- Пономарьова Т., Булига О.,  Переправа незабутня. — 2014.

### Публікації
Друкується в багатьох історичних журналах таких як: ВІСНИК Одеського історико-краєзнавчого музею
- Булига О. С. Волинь і запорізьке козацтво. — «Берестецька битва в історії України», Острів, 1993 р., с. 7 — 9.[14]
- Булига О. С. До історії волинського козацтва. — «Берестецька битва в історії України», Рв., 1994 р., с. 27 — 28.[15]
- Булига О. С. Зв'язки козацьких писарів з Волинню. — «Регіональне та загальне в історії», Дніпропетровськ, Пороги, 1995 р., с. 119—121.[16]
- Булига О. С. Холодні зими Б.Хмельницького. — «Берестецька битва в історії України», Рв., 1995 р., с. 81 — 84.[17]
- Булига О. С. «Історія русів» про Берестецьку битву. — «Берестецька битва в історії України», Рв., 1996 р., с. 65 — 67.[18]
- Булига О. С. Роль Волині у походженні та становленні українського козацтва. — НЗ Рівненського краєзнавчого музею, 1996 р., т. 1, с. 45 — 52.[19]
- Булига О. С. Друкарня Почаївського свято-Успенського монастиря: аналіз видань із збірки Рівненського краєзнавчого музею. — «Роль християнства в утвердженні освіти, науки та мистецтва», Рв., 2000 р., с. 50 — 54.[20]
- Булига О. С. Волинська династія князів Корецьких. — «Корцю — 850 років», Рв., 2000 р., с. 12 — 16.[21]
- Булига О. С. Особливості змін юрисдикційної приналежності Почаївського монастиря (18 — 1 п.19 ст.) у роботах дослідників православних церков. — ІРУ, 2000 р., т. 1, с. 68 — 73.[22]
- Булига О. С. Роль Дубенської генеральної капітули 1743 р. у розвитку василіянських монастирів Волині. — «Дубно і світ», Дубно, 2000 р., с. 34 — 36.[23]
- Булига О. Архітектурний ансамбль Почаївського монастиря у період юрисдикційної належності Греко-католицькій церкві. Українська культова архітектура у світовому аспекті. М-ли міжн. наук. конф. Київ, 2001. С. 184 — 187.
- Булига О. Пошанування святинь Почаївського монастиря у період юрисдикційної належності уніатській церкві [1721 — 1831 рр.]. — Сакральне мистецтво Волині (Луцьк), 2002 р., т. 9, с. 132—133.[24]
- Булига О. Середньовічний королівський шлях – дорога європейської співпраці. Вісник Нетішинського краєзнавчого музею. Нетішин, 2003 — 2004. С. 25 — 27.
- Булига О. Поліські спогади А. Гольденвейзера. Західне Полісся : історія та культура / ред. і упоряд. А. Українець. Рівне, 2004. Вип. 1 : матеріали наук.-практ. конф., присвяч. 30-річчю Сарнен. іст.-етногр. музею, м. Сарни, 3 — 4 груд. 2004 р. С. 244 — 246.
- Булига О. Взаємозв’язки друкарні Почаївського монастиря Чину Святого Василія Великого (ЧСВВ) з друкарськими центрами України (XVIII – початок XIX ст.). Історія релігій в Україні. Наук. щорічн. Львів, 2005. Кн. І. С. 156 — 160.
- Булига О., Пономарьова Т. Археологічні матеріали Ігоря Свєшнікова у фондах Рівненського обласного музею. Життєвий і творчий шлях І.К. Свєшнікова : зб. тез наук. конф. Рівне, 2005. С. 8 — 18.
- Булига О. Створення перших музейних закладів Рівненщини. Вісник Одеського історико-краєзнавчого музею. Одеса, 2006. Вип. 3. С. 46 — 48. URL: https://history.odessa.ua/publication3/stat07.htm
- Булига О. Волинські штрихи до портрета Миколи Костомарова (за матеріалами Першої Костомарівської енциклопедії). Наукові записки [РОКМ]. Вип. V. Рівне: Перспектива, 2007. С. 7 — 8.
- Дослідження Булиги О. представлені на сторінці "Історична Волинь" https://www.istvolyn.info/post/1970

Сценарій представлений у книзі «Поєднані Волинню», став дипломантом конкурсу кіносценаріїв Всеукраїнського фестивалю молодого кіно «Двері» в Рівному, а після переробки сценарію отримав назву «Оберіг».

### Редактор
З 2005 по 2023 рік був редактором і відповідальним за випуск видання «Наукові записки Рівненського обласного краєзнавчого музею».

## Нагороди
- Грамота голови обласної державної адміністрації за активну участь у розвитку туризму в Рівненській області (2001);
- Грамота міської ради за сумлінну працю на благо рівнян (2004);
- Відзнака Рівненського обласного краєзнавчого музею та Управління культури і туризму облдержадміністрації;
- Відзнака Національної спілки краєзнавців України та Всеукраїнського товариства «Просвіта» ім. Т. Шевченка;
- Знак Міністерства культури України «Почесний працівник туризму України» (2004);
- Подяка Рівненського міського виконавчого комітету управління у справах сім'ї, молоді та спорту (2007);
- Подяка виконавчого комітету Рівненської міської ради (2007);
- Подяка Рівненської міської ради та виконавчого комітету за сприяння в розвитку музеєзнавства в загальноосвітніх навчальних закладах міста (2008);
- Грамота Міністерства культури України (2010).